# السوق المركزي (الدار البيضاء)
السوق المركزي (بالفرنسية: Marché Central) بمدينة الدار البيضاء المغربية هو سوق ذو أهمية تاريخية وثقافية. يقع السوق المركزي في شارع محمد الخامس، وسط التحف المعمارية من القرن الماضي، مقابل محطة السوق المركزي على الخط الأول للطرامواي.

## تاريخ
تم بناء السوق المركزي عام 1917 بتصميم المعماري پياغ بوسكاي (Pierre Bousquet)، وذلك فوق موقع المعرض المغربي الفرنسي عام 1915.
فجر المناضل محمد الزرقطوني السوق المركزي 24 ديسمبر 1953 انتقاما من فرض النفي على السلطان محمد الخامس قسريا يوم 20 أغسطس 1953 وهو عيد الأضحى.

## عمارة

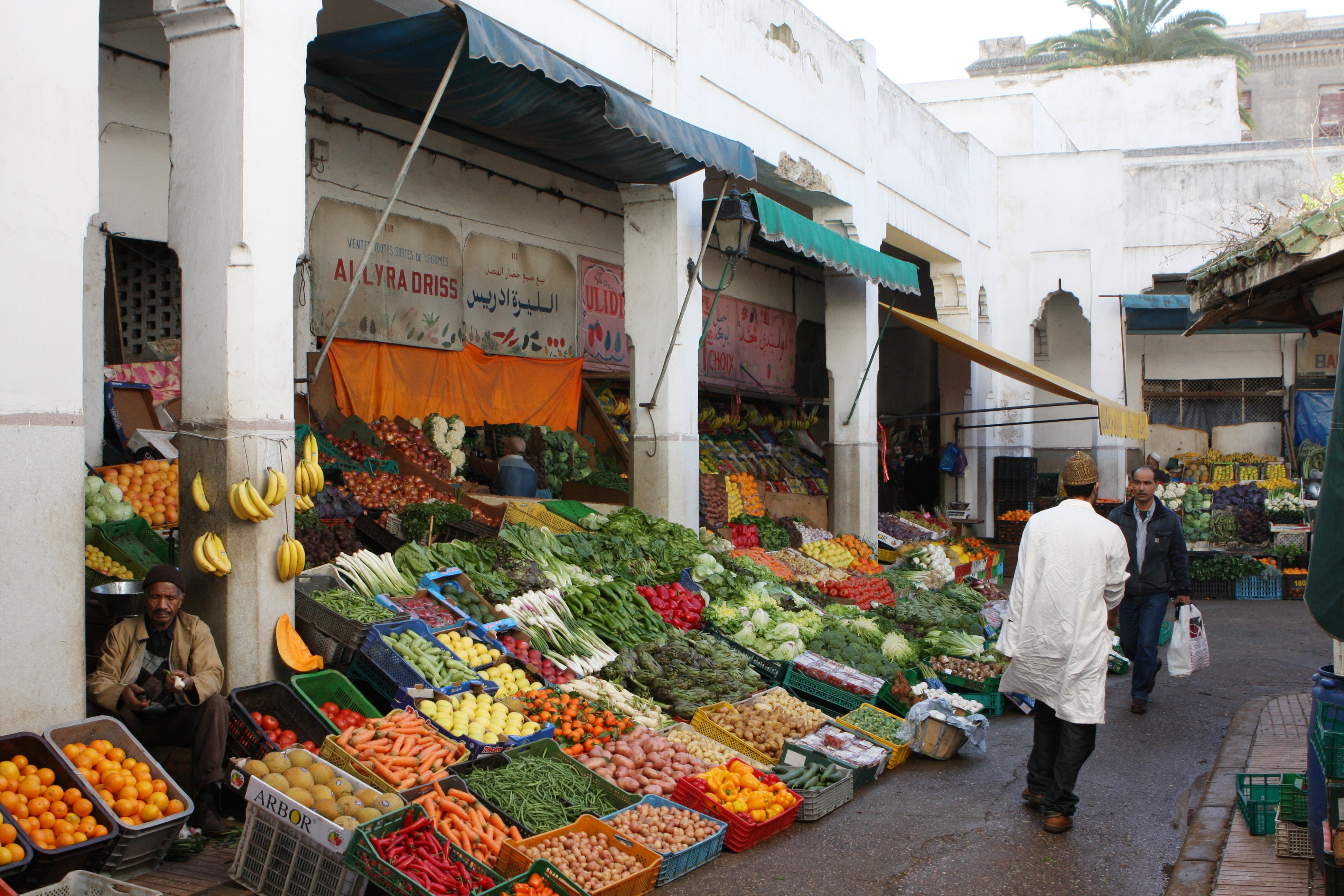
الخضار للبيع في السوق المركزي

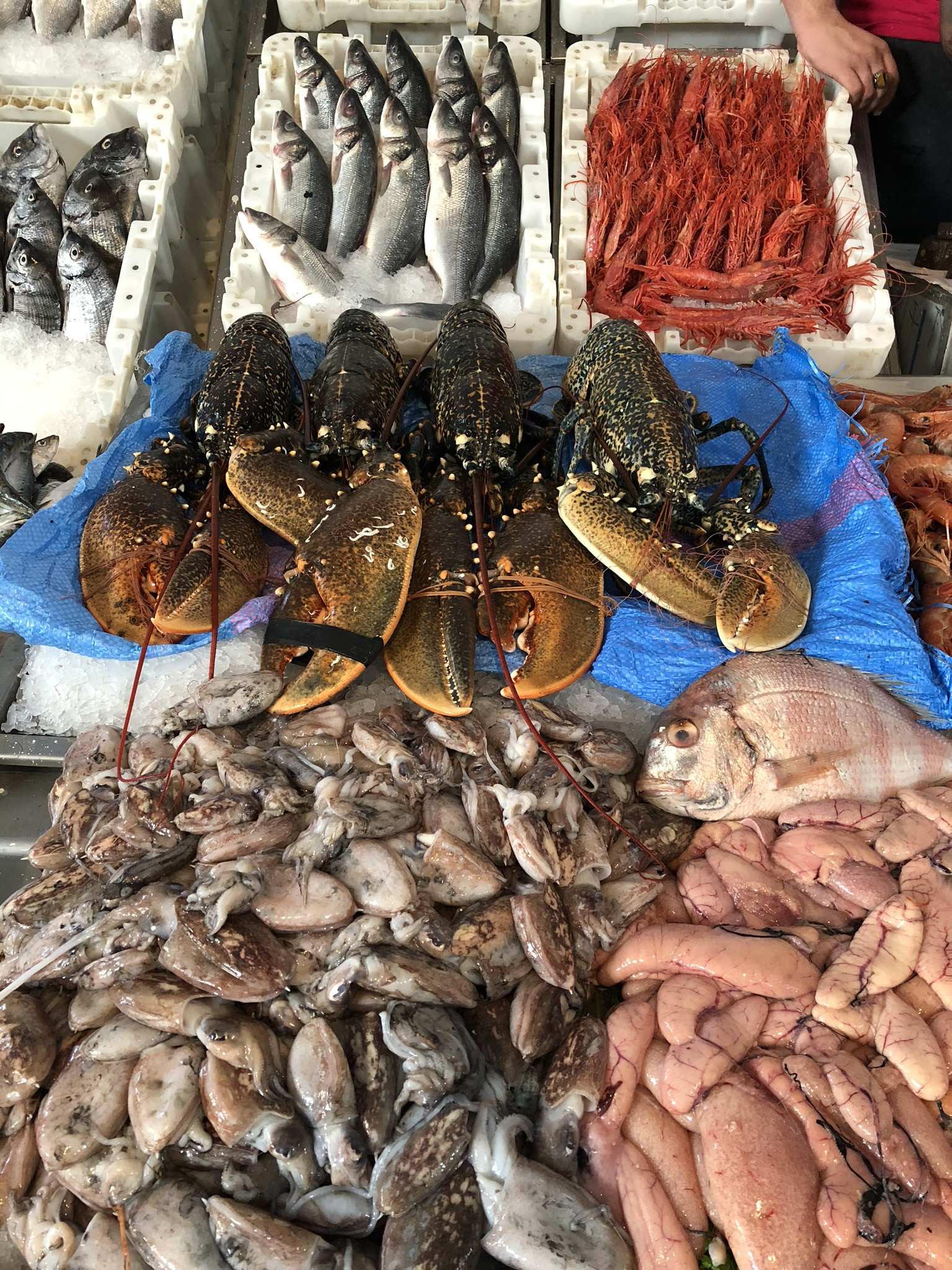
فواكه البحر للبيع في السوق المركزي

السوق يتسم بهندسته المعمارية من أسلوب إحياء العمارة المغاربية. من أبرز معالمه بوابة كبيرة تقلد تصميم بوابات المدن المغربية الامبيريالية مثل مراكش وفاس والرباط ومكناس.
ومعلم ثاني من معالم السوق هو مركزه الذي يتخذ شكلا ثمانيا دائريا، حيث يباع مختلف أنواع فواكه البحر، مثل أسماك المحيط الأطلسي ولحم القرش. يعرض بائعو الأسماك صيدهم حول الممر الدائري، وهناك بائعون في الأوسط كذلك. هنا يمكن للزبون أن يتناول محارات طازجة من الداخلة.
وكذلك تباع الزهور والورود في باقات مزينة. وإضافة إلى ذلك توجد الحرف اليدوية مثل سلال منسوجة من الخوص وهناك قطع أثرية ومخلوقات قديمة مثل صور بالأبيض والأسود أو ملصقات أفلام من الزمان الماضي.
يباع أيضا الخضار والفواكه واللحم والأعشاب والتوابل وكل ما هو مطلوب في المطبخ.
يأوي السوق بعض المطاعم كذلك، وهو من أكثر المقاصد جاذبية لتناول الغداء، للسياح وللكازاويين المتمدنين على السواء.

## ولوج
تقع محطة السوق المركزي على الخط الأول للطرامواي أمام السوق المركزي مباشرة.